# Еврокомунизам
Еврокомунизам је назив за тренд карактеристичан за водеће западноевропске комунистичке партије 1970-их и 1980-их које су одлучиле да се одвоје од контроле Комунистичке партије Совјетског Савеза.
Порекло појма «Еврокомунизам» био је предмет велике дебате средином седамдесетих, а био је између осталих приписиван Збигњеву Бжежинском и Аригу Левију. Жан-Франсоа Ревел једном је написао да је «једна од омиљених забава 'политичких научника' да траже аутора појма Еврокомунизам. У априлу 1977. године, Дојчланд Архив је одлучио да је реч први употребио (у лету 1975. године) југословенски новинар Фране Барбиери, тадашњи уредник београдског часописа НИН.

## Теоретска подлога
Главни теоретски темељ еврокомунизма био је спис Антонија Грамшија о марксистичкој теорији, која пропиткује секташтво левице и охрабрује комунистичке партије да развију савезе који ће омогућити подршку друштвеним реформама. Еврокомунистичке партије изразиле су њихову лојалност демократским институцијама јасније него раније, и покушале да придобију шире слојеве прихватајући раднике из средње класе.
Рана надахнућа за Еврокомунизам могу се такође пронаћи у аустромарксизму и његовом тражењу 'трећег' демократског пута за социјализам.

## Западноевропске комунистичке партије
Неке комунистичке партије са снажном подршком, нарочито Комунистичка партија Италије (PCI) и Комунистичка партија Шпаније (PCE) прихватиле су идеју еврокомунизма са највише ентузијазма. Насупрот томе, барем једна партија са масовним чланством, Комунистичка партија Француске (PCF) и много мањих партија снажно су се успротивиле и остале на линији КПСС-а, све до распада Совјетског Савеза (мада је PCF учинила краткотрајни привремени заокрет према еврокомунизму у другој половини 70-их).
Комунистичка партија Шпаније и њена каталонска филијала, Уједињена социјалистичка партија Каталоније, већ су се раније били окренули либералној посибилистичкој политици Народног фронта, за време Шпанског грађанског рата. Лидер шпанских комуниста Сантјаго Кариљо написао је књигу, која дефинише Еврокомунизам и учествовао у развоју либерално-демократског устава, када је Шпанија изашла из Франкове диктатуре. Комунистичке партије Велике Британије, Холандије и Аустрије су се све такође окренуле еврокомунизму.
Западноевропски комунисти дошли су до еврокомунизма кроз разне путеве. За неке је то било директно искуство феминистичког и сличних покрета. За друге је то била реакција на политичке догађаје у Совјетском Савезу, на тачки кулминације оног што је Михаил Горбачов назвао ером стагнације. Овај процес се почео убрзано одвијати након 1968. и након слома Прашког пролећа.
Политика разоружања је такође одиграла улогу. Након што је могућност рата постала мање изгледном, западни комунисти били су мање под притиском совјетске ортодоксије, но ипак су такође желели бити укључени у западне пролетерске милитантне покрете попут италијанске „Вруће јесени“ (Autunno caldo) или британског Шоп Стјуард покрета.
Еврокомунизам је на многе начине био темељ за промене у политичкој структури европске левице. Неки - првенствено Италијани постали су социјалдемократи, док су други, попут холандског CPN-a прешли на подручје политике зелених, док је још само КП Француске још 80-их заузимала више просовјетски став.
Еврокомунизам је постао значајна снага 1977. године, када су се у Мадриду састали челници комунистичких партија Италије (Енрико Берлингуер), Шпаније (Сантјаго Кариљо) и Француске (Жорж Марше), како би поставили основе «новог пута». Италијански комунисти већ су се раније почели дистанцирати од Москве, што је дошло до изражаја већ 1968. када је партија одбила да да подршку совјетске инвазије Прага. Године 1975. италијански и шпански комунисти су донели заједничку декларацију у погледу «пута у социјализам», који се мора одвијати на миран и слободни начин.
Године 1976. Берлингуер је у Москви говорио о «плуралистичком систему» и објаснио намере Комунистичке партије Италије: 
Изградићемо Социјализам за који они верују да би био нужан и потребан само у Италији.— Енрико Берлингуер, Москва 1976
"Историјски компромис" (Compromesso storico) са Хришћанском Демократијом (главна центристичка партија Италије) био је последица ове нове политике.
Распад Совјетског Савеза и крај Хладног рата практично су све леве партије ставили у једну дефанзивну позицију, и донеле на дневни ред неолибералне реформе. Многе еврокомунистичке партије су се распале, са десним фракцијама које су прихватиле социјалдемократију, док је истинска левица настојала да сачува неке позиције, које би још увек указивале на комунистички идентитет.